# Tiphys mitchelli
Tiphys mitchelli är en kvalsterart som beskrevs av Cook 1956. Tiphys mitchelli ingår i släktet Tiphys och familjen Pionidae. Inga underarter finns listade i Catalogue of Life.